# Fastlane (2023)
Pour les articles homonymes, voir Fastlane.
L’édition 2023 de Fastlane est un Premium Live Event de catch (lutte professionnelle) produit par la World Wrestling Entertainment, une fédération de catch américaine qui est télédiffusée et visible en streaming payant sur le WWE Network. L’événement a eu lieu le 7 octobre 2023, au Gainbridge Fieldhouse à Indianapolis (Indiana). Il s'agit de la septième édition de Fastlane.

## Contexte
Les spectacles de la World Wrestling Entertainment (WWE) sont constitués de matchs aux résultats prédéterminés par les scénaristes de la WWE. Ces rencontres sont justifiées par des storylines – une rivalité avec un catcheur, la plupart du temps – ou par des qualifications survenues dans les shows de la WWE telles que Raw et SmackDown. Tous les catcheurs possèdent une gimmick, c'est-à-dire qu'ils incarnent un personnage gentil (Face) ou méchant (Heel), qui évolue au fil des rencontres. Un événement comme Fastlane est donc un événement tournant pour les différentes storylines en cours,.

## Tableau des matchs
| Ordre par numéros                                                                         | Résultat | Stipulation(s)                                                 | Temps |
| ----------------------------------------------------------------------------------------- | --- | -------------------------------------------------------------- | ----- |
| 1                                                                                         | Cody Rhodes et Jey Uso battent The Judgment Day (Damian Priest et Finn Bálor) (c)                                           | Tag Team match pour l'Undisputed WWE Tag Team Championship     | 20:40 |
| 2                                                                                         | LWO (Rey Mysterio et Santos Escobar) et Carlito battent Bobby Lashley et The Street Profits (Angelo Dawkins et Montez Ford) | 6-Man Tag Team match                                           | 10:00 |
| 3                                                                                         | IYO SKY (c) bat Asuka et Charlotte Flair                                                                                    | Triple Threat match pour le WWE Women's Championship           | 17:20 |
| 4                                                                                         | John Cena et LA Knight battent The Bloodline (Jimmy Uso et Solo Sikoa) (avec Paul Heyman)                                   | Tag Team match                                                 | 17:00 |
| 5                                                                                         | Seth "Freakin" Rollins (c) bat Shinsuke Nakamura                                                                            | Last Man Standing match pour le World Heavyweight Championship | 28:35 |
| La lettre C placée entre parenthèses désigne la personne ou l’équipe championne en titre. | |                                                                |       |